# 佩肯卡拉山
16°36′42″S 67°49′26″W / 16.61167°S 67.82389°W

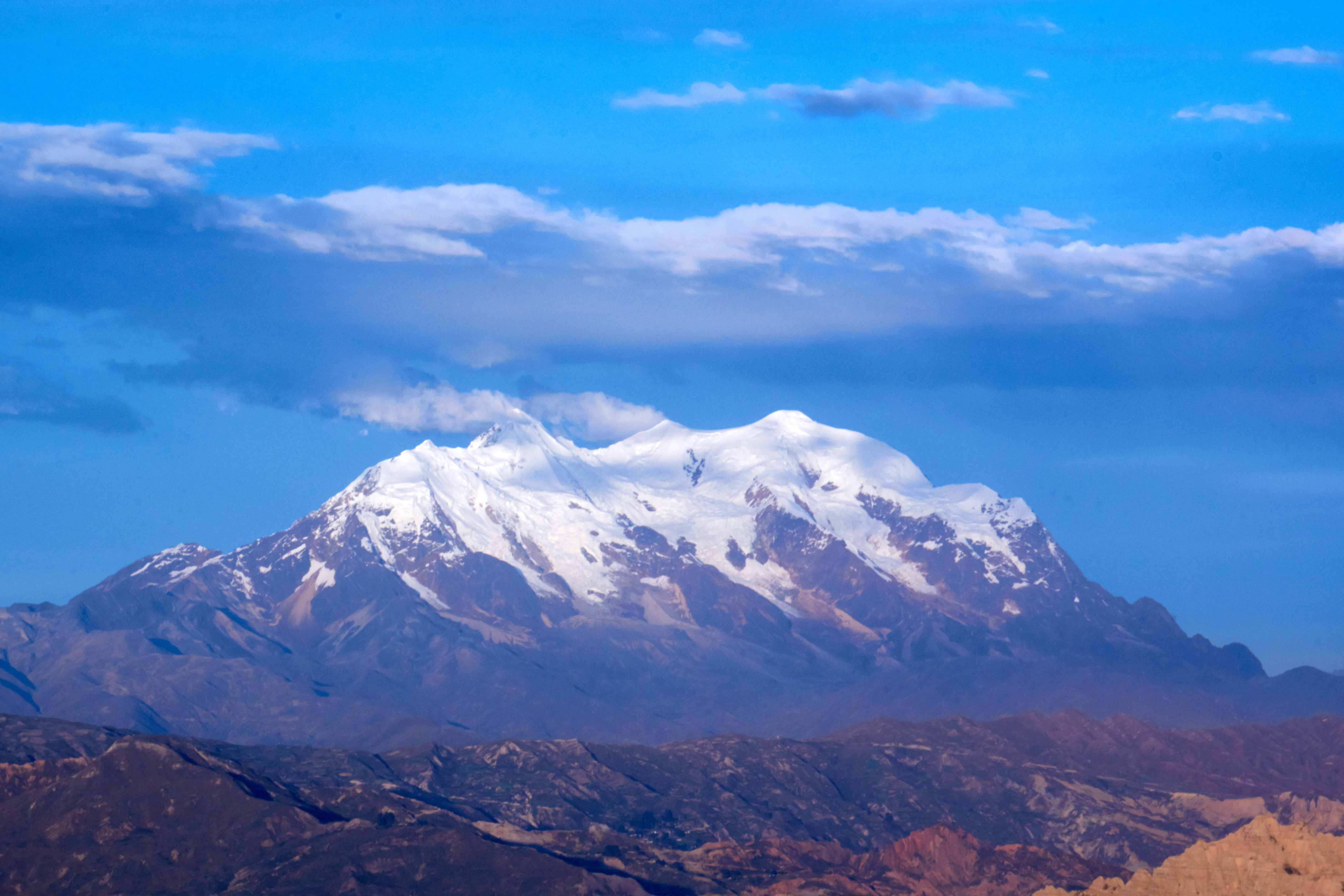

佩肯卡拉山（P'iq'iñ Q'ara），是玻利維亞的山峰，位於該國西部拉巴斯省穆里约县，處於奇亞爾科柳山和伊宜馬尼峰西北面，屬於安第斯山脈中玻利維亞瑞阿爾山脈的一部分，海拔高度約5,059米。